# Teobald VI. od Bloisa
Teobald (fr. Thibaut) (? – 1218.) bio je grof Bloisa i Clermont-en-Beauvaisisa (1205. – 1218.) u Francuskoj.
Njegov otac je bio Luj I. od Bloisa, sin Teobalda V. i Alise Francuske. Majka mu je bila Katarina od Clermont-en-Beauvaisisa.
Teobald je imao dvije supruge:
- Matilda od Alençona[2]
- Klemencija od Rochesa

Nije imao djece niti s jednom suprugom.
U Kastilji se Teobald borio s Maurima, ali se zarazio gubom i vratio kući, gdje je živio u dvorcu u La Ferté-Villeneuilu dosta povučeno. Prodao je Clermont-en-Beauvaisis kralju Francuske, a Blois je ostavio svojim tetama Margareti i Izabeli.